# Ateuchus freudei
Ateuchus freudei là một loài bọ cánh cứng trong họ Bọ hung (Scarabaeidae).